# 서울봉천초등학교
서울봉천초등학교(奉天初等學校)는 대한민국 서울특별시 관악구에 있는 공립 초등학교이다.

## 학교 연혁
- 1967년 9월 15일 설립인가
- 1970년 2월 9일 제1회 졸업식(865명)
- 2004년 3월 21일 병설유치원 개원
- 2005년 3월 1일 제13대 궁재범 교장 취임
- 2006년 7월 1일 음악실 리모델링
- 2006년 7월 24일 도서실 리모델링 및 도서 확충
- 2007년 5월 4일 개교 40주년 기념 봉천가족한마당
- 2007년 6월 28일 교실정보화기기 교체
- 2007년 11월 26일 학교공원화사업 및 체육놀이시설 현대화 사업 완공
- 2007년 12월 31일 최신식 실내야구연습장 완공
- 2008년 8월 30일 BTL(임대형민자사업) 착공
- 2009년 11월 6일 학교 홈페이지 신규 구축
- 2014년 2월 14일 제45회 졸업(147명)
- 2014년 10월 14일 2014 하늘돌이 축제(발표마당, 전시마당)
- 2017년 2월 17일 제48회 졸업(138명)(총 29413명)
- 2019년 3월 4일 제17대 류근이 교장 부임
- 2027년 9월 15일 개교 60주년

## 참고 자료
- 서울봉천초등학교 - 한국교육학술정보원 학교알리미